# Shikha Uberoi
Ne pas confondre avec Neha Uberoi, sa sœur cadette également joueuse de tennis.
Shikha Uberoi est une joueuse de tennis indienne, professionnelle depuis 2003, née le 5 avril 1983 à Bombay.
En 2006, aux Jeux asiatiques de Doha, elle a remporté la médaille d'argent avec l'équipe féminine indienne (aux côtés d'Ankita Bhambri, Isha Lakhani et Sania Mirza).
Si elle n'a gagné aucun titre sur le circuit WTA durant sa carrière, elle a atteint la finale de trois tournois en double.
Elle est la sœur aînée de Neha Uberoi, elle aussi joueuse de tennis mais de nationalité américaine.
Elle est membre de l'équipe d'Inde de Fed Cup.

## Palmarès

### Titre en double dames
Aucun

### Finales en double dames
| No | Date       | Nom et lieu du tournoi               | Catégorie | Dotation  | Surface    | Vainqueures                              | Partenaire   | Score     |          |
| -- | ---------- | ------------------------------------ | --------- | --------- | ---------- | ---------------------------------------- | ------------ | --------- | -------- |
| 1  | 19/09/2005 | Sunfeast Open Calcutta               | Tier III  | 170 000 $ | Dur (int.) | Elena Likhovtseva Anastasia Myskina      | Neha Uberoi  | 6-1, 6-0  | Parcours |
| 2  | 26/09/2005 | International Women’s Open Guangzhou | Tier III  | 170 000 $ | Dur (ext.) | Maria Elena Camerin Emmanuelle Gagliardi | Neha Uberoi  | 7-65, 6-3 | Parcours |
| 3  | 01/01/2007 | ASB Classic Auckland                 | Tier IV   | 145 000 $ | Dur (ext.) | Janette Husárová Paola Suárez            | Hsieh Su-Wei | 6-0, 6-2  | Parcours |

## Parcours en Grand Chelem

### En simple dames
| Année | Open d'Australie | Open d'Australie | Internationaux de France | Internationaux de France | Wimbledon | Wimbledon | US Open        | US Open        |
| 2004  | -                | -                | -                        | -                        | -         | -         | 2e tour (1/32) | Venus Williams |

À droite du résultat, l’ultime adversaire.

### En double dames
| Année | Open d'Australie | Open d'Australie | Internationaux de France | Internationaux de France | Wimbledon | Wimbledon | US Open                     | US Open                    |
| 2004  | -                | -                | -                        | -                        | -         | -         | 1er tour (1/32) Neha Uberoi | E. Daniilídou K. Srebotnik |

Sous le résultat, la partenaire ; à droite, l’ultime équipe adverse.

## Classements WTA en fin de saison

### En simple
| Année | 1999 | 2000 | 2001 | 2002 | 2003 | 2004 | 2005 | 2006 | 2007 | 2008 | 2009 | 2010 |
| Rang  | 912  | 841  | 924  | 754  | 380  | 171  | 141  | 206  | 727  | 713  | 490  | 686  |

Source : (en) « Classements de Shikha Uberoi », sur le site officiel du WTA Tour

### En double
| Année | 1999 | 2000 | 2001 | 2002 | 2003 | 2004 | 2005 | 2006 | 2007 | 2008 | 2009 | 2010 | 2011 |
| Rang  | 821  | 776  | 843  | 503  | 511  | 386  | 157  | 114  | 264  | 360  | 242  | 461  | 698  |

Source : (en) « Classements de Shikha Uberoi », sur le site officiel du WTA Tour